# Jakov Vladimirov
Jakov Georgievič Vladimirov, in russo Яков Георгиевич Владимиров? (Mosca, 22 luglio 1935), è un compositore di scacchi russo (sovietico fino al 1991).
Ha composto problemi di tutti i generi, ma ha avuto particolare successo nei tre e quattro mosse e negli aiutomatti. Ha collaborato spesso con il suo connazionale Lev Loshinskij e ha vinto più volte sia il campionato del mondo di composizione a squadre che il campionato del mondo di soluzione a squadre.
È Giudice Internazionale della composizione dal 1965 e Grande Maestro della composizione dal 1988. È anche Maestro onorario dello sport della Russia.
Vladimirov ha lavorato per lungo tempo in seno alla Commissione per la composizione di scacchi del suo paese, più di recente come Presidente. Per circa 40 anni è stato redattore di diverse riviste: "64", Schachmatnoje obosrenije, Bollettino del club centrale di scacchi, Schachmatnaja lomposizija. Attualmente sta lavorando attivamente con: Uralski Problemist, Sadatschi i etjudy. Per circa un decennio ha rappresentato il suo paese nei congressi della PCCC.

## Problemi di esempio
|   | a | b | c | d | e | f | g | h |   |
| 8 | g8 cavallo del nero · e7 pedone del nero · e6 pedone del bianco · f6 pedone del nero · h6 pedone del nero · c5 pedone del nero · f5 re del nero · h5 pedone del bianco · b4 cavallo del bianco · d4 pedone del bianco · e4 torre del bianco · h4 pedone del bianco · a3 pedone del bianco · b3 pedone del nero · e3 pedone del nero · f3 pedone del bianco · b2 torre del bianco · c2 alfiere del bianco · e2 re del bianco | g8 cavallo del nero · e7 pedone del nero · e6 pedone del bianco · f6 pedone del nero · h6 pedone del nero · c5 pedone del nero · f5 re del nero · h5 pedone del bianco · b4 cavallo del bianco · d4 pedone del bianco · e4 torre del bianco · h4 pedone del bianco · a3 pedone del bianco · b3 pedone del nero · e3 pedone del nero · f3 pedone del bianco · b2 torre del bianco · c2 alfiere del bianco · e2 re del bianco | g8 cavallo del nero · e7 pedone del nero · e6 pedone del bianco · f6 pedone del nero · h6 pedone del nero · c5 pedone del nero · f5 re del nero · h5 pedone del bianco · b4 cavallo del bianco · d4 pedone del bianco · e4 torre del bianco · h4 pedone del bianco · a3 pedone del bianco · b3 pedone del nero · e3 pedone del nero · f3 pedone del bianco · b2 torre del bianco · c2 alfiere del bianco · e2 re del bianco | g8 cavallo del nero · e7 pedone del nero · e6 pedone del bianco · f6 pedone del nero · h6 pedone del nero · c5 pedone del nero · f5 re del nero · h5 pedone del bianco · b4 cavallo del bianco · d4 pedone del bianco · e4 torre del bianco · h4 pedone del bianco · a3 pedone del bianco · b3 pedone del nero · e3 pedone del nero · f3 pedone del bianco · b2 torre del bianco · c2 alfiere del bianco · e2 re del bianco | g8 cavallo del nero · e7 pedone del nero · e6 pedone del bianco · f6 pedone del nero · h6 pedone del nero · c5 pedone del nero · f5 re del nero · h5 pedone del bianco · b4 cavallo del bianco · d4 pedone del bianco · e4 torre del bianco · h4 pedone del bianco · a3 pedone del bianco · b3 pedone del nero · e3 pedone del nero · f3 pedone del bianco · b2 torre del bianco · c2 alfiere del bianco · e2 re del bianco | g8 cavallo del nero · e7 pedone del nero · e6 pedone del bianco · f6 pedone del nero · h6 pedone del nero · c5 pedone del nero · f5 re del nero · h5 pedone del bianco · b4 cavallo del bianco · d4 pedone del bianco · e4 torre del bianco · h4 pedone del bianco · a3 pedone del bianco · b3 pedone del nero · e3 pedone del nero · f3 pedone del bianco · b2 torre del bianco · c2 alfiere del bianco · e2 re del bianco | g8 cavallo del nero · e7 pedone del nero · e6 pedone del bianco · f6 pedone del nero · h6 pedone del nero · c5 pedone del nero · f5 re del nero · h5 pedone del bianco · b4 cavallo del bianco · d4 pedone del bianco · e4 torre del bianco · h4 pedone del bianco · a3 pedone del bianco · b3 pedone del nero · e3 pedone del nero · f3 pedone del bianco · b2 torre del bianco · c2 alfiere del bianco · e2 re del bianco | g8 cavallo del nero · e7 pedone del nero · e6 pedone del bianco · f6 pedone del nero · h6 pedone del nero · c5 pedone del nero · f5 re del nero · h5 pedone del bianco · b4 cavallo del bianco · d4 pedone del bianco · e4 torre del bianco · h4 pedone del bianco · a3 pedone del bianco · b3 pedone del nero · e3 pedone del nero · f3 pedone del bianco · b2 torre del bianco · c2 alfiere del bianco · e2 re del bianco | 8 |
| 7 | g8 cavallo del nero · e7 pedone del nero · e6 pedone del bianco · f6 pedone del nero · h6 pedone del nero · c5 pedone del nero · f5 re del nero · h5 pedone del bianco · b4 cavallo del bianco · d4 pedone del bianco · e4 torre del bianco · h4 pedone del bianco · a3 pedone del bianco · b3 pedone del nero · e3 pedone del nero · f3 pedone del bianco · b2 torre del bianco · c2 alfiere del bianco · e2 re del bianco | g8 cavallo del nero · e7 pedone del nero · e6 pedone del bianco · f6 pedone del nero · h6 pedone del nero · c5 pedone del nero · f5 re del nero · h5 pedone del bianco · b4 cavallo del bianco · d4 pedone del bianco · e4 torre del bianco · h4 pedone del bianco · a3 pedone del bianco · b3 pedone del nero · e3 pedone del nero · f3 pedone del bianco · b2 torre del bianco · c2 alfiere del bianco · e2 re del bianco | g8 cavallo del nero · e7 pedone del nero · e6 pedone del bianco · f6 pedone del nero · h6 pedone del nero · c5 pedone del nero · f5 re del nero · h5 pedone del bianco · b4 cavallo del bianco · d4 pedone del bianco · e4 torre del bianco · h4 pedone del bianco · a3 pedone del bianco · b3 pedone del nero · e3 pedone del nero · f3 pedone del bianco · b2 torre del bianco · c2 alfiere del bianco · e2 re del bianco | g8 cavallo del nero · e7 pedone del nero · e6 pedone del bianco · f6 pedone del nero · h6 pedone del nero · c5 pedone del nero · f5 re del nero · h5 pedone del bianco · b4 cavallo del bianco · d4 pedone del bianco · e4 torre del bianco · h4 pedone del bianco · a3 pedone del bianco · b3 pedone del nero · e3 pedone del nero · f3 pedone del bianco · b2 torre del bianco · c2 alfiere del bianco · e2 re del bianco | g8 cavallo del nero · e7 pedone del nero · e6 pedone del bianco · f6 pedone del nero · h6 pedone del nero · c5 pedone del nero · f5 re del nero · h5 pedone del bianco · b4 cavallo del bianco · d4 pedone del bianco · e4 torre del bianco · h4 pedone del bianco · a3 pedone del bianco · b3 pedone del nero · e3 pedone del nero · f3 pedone del bianco · b2 torre del bianco · c2 alfiere del bianco · e2 re del bianco | g8 cavallo del nero · e7 pedone del nero · e6 pedone del bianco · f6 pedone del nero · h6 pedone del nero · c5 pedone del nero · f5 re del nero · h5 pedone del bianco · b4 cavallo del bianco · d4 pedone del bianco · e4 torre del bianco · h4 pedone del bianco · a3 pedone del bianco · b3 pedone del nero · e3 pedone del nero · f3 pedone del bianco · b2 torre del bianco · c2 alfiere del bianco · e2 re del bianco | g8 cavallo del nero · e7 pedone del nero · e6 pedone del bianco · f6 pedone del nero · h6 pedone del nero · c5 pedone del nero · f5 re del nero · h5 pedone del bianco · b4 cavallo del bianco · d4 pedone del bianco · e4 torre del bianco · h4 pedone del bianco · a3 pedone del bianco · b3 pedone del nero · e3 pedone del nero · f3 pedone del bianco · b2 torre del bianco · c2 alfiere del bianco · e2 re del bianco | g8 cavallo del nero · e7 pedone del nero · e6 pedone del bianco · f6 pedone del nero · h6 pedone del nero · c5 pedone del nero · f5 re del nero · h5 pedone del bianco · b4 cavallo del bianco · d4 pedone del bianco · e4 torre del bianco · h4 pedone del bianco · a3 pedone del bianco · b3 pedone del nero · e3 pedone del nero · f3 pedone del bianco · b2 torre del bianco · c2 alfiere del bianco · e2 re del bianco | 7 |
| 6 | g8 cavallo del nero · e7 pedone del nero · e6 pedone del bianco · f6 pedone del nero · h6 pedone del nero · c5 pedone del nero · f5 re del nero · h5 pedone del bianco · b4 cavallo del bianco · d4 pedone del bianco · e4 torre del bianco · h4 pedone del bianco · a3 pedone del bianco · b3 pedone del nero · e3 pedone del nero · f3 pedone del bianco · b2 torre del bianco · c2 alfiere del bianco · e2 re del bianco | g8 cavallo del nero · e7 pedone del nero · e6 pedone del bianco · f6 pedone del nero · h6 pedone del nero · c5 pedone del nero · f5 re del nero · h5 pedone del bianco · b4 cavallo del bianco · d4 pedone del bianco · e4 torre del bianco · h4 pedone del bianco · a3 pedone del bianco · b3 pedone del nero · e3 pedone del nero · f3 pedone del bianco · b2 torre del bianco · c2 alfiere del bianco · e2 re del bianco | g8 cavallo del nero · e7 pedone del nero · e6 pedone del bianco · f6 pedone del nero · h6 pedone del nero · c5 pedone del nero · f5 re del nero · h5 pedone del bianco · b4 cavallo del bianco · d4 pedone del bianco · e4 torre del bianco · h4 pedone del bianco · a3 pedone del bianco · b3 pedone del nero · e3 pedone del nero · f3 pedone del bianco · b2 torre del bianco · c2 alfiere del bianco · e2 re del bianco | g8 cavallo del nero · e7 pedone del nero · e6 pedone del bianco · f6 pedone del nero · h6 pedone del nero · c5 pedone del nero · f5 re del nero · h5 pedone del bianco · b4 cavallo del bianco · d4 pedone del bianco · e4 torre del bianco · h4 pedone del bianco · a3 pedone del bianco · b3 pedone del nero · e3 pedone del nero · f3 pedone del bianco · b2 torre del bianco · c2 alfiere del bianco · e2 re del bianco | g8 cavallo del nero · e7 pedone del nero · e6 pedone del bianco · f6 pedone del nero · h6 pedone del nero · c5 pedone del nero · f5 re del nero · h5 pedone del bianco · b4 cavallo del bianco · d4 pedone del bianco · e4 torre del bianco · h4 pedone del bianco · a3 pedone del bianco · b3 pedone del nero · e3 pedone del nero · f3 pedone del bianco · b2 torre del bianco · c2 alfiere del bianco · e2 re del bianco | g8 cavallo del nero · e7 pedone del nero · e6 pedone del bianco · f6 pedone del nero · h6 pedone del nero · c5 pedone del nero · f5 re del nero · h5 pedone del bianco · b4 cavallo del bianco · d4 pedone del bianco · e4 torre del bianco · h4 pedone del bianco · a3 pedone del bianco · b3 pedone del nero · e3 pedone del nero · f3 pedone del bianco · b2 torre del bianco · c2 alfiere del bianco · e2 re del bianco | g8 cavallo del nero · e7 pedone del nero · e6 pedone del bianco · f6 pedone del nero · h6 pedone del nero · c5 pedone del nero · f5 re del nero · h5 pedone del bianco · b4 cavallo del bianco · d4 pedone del bianco · e4 torre del bianco · h4 pedone del bianco · a3 pedone del bianco · b3 pedone del nero · e3 pedone del nero · f3 pedone del bianco · b2 torre del bianco · c2 alfiere del bianco · e2 re del bianco | g8 cavallo del nero · e7 pedone del nero · e6 pedone del bianco · f6 pedone del nero · h6 pedone del nero · c5 pedone del nero · f5 re del nero · h5 pedone del bianco · b4 cavallo del bianco · d4 pedone del bianco · e4 torre del bianco · h4 pedone del bianco · a3 pedone del bianco · b3 pedone del nero · e3 pedone del nero · f3 pedone del bianco · b2 torre del bianco · c2 alfiere del bianco · e2 re del bianco | 6 |
| 5 | g8 cavallo del nero · e7 pedone del nero · e6 pedone del bianco · f6 pedone del nero · h6 pedone del nero · c5 pedone del nero · f5 re del nero · h5 pedone del bianco · b4 cavallo del bianco · d4 pedone del bianco · e4 torre del bianco · h4 pedone del bianco · a3 pedone del bianco · b3 pedone del nero · e3 pedone del nero · f3 pedone del bianco · b2 torre del bianco · c2 alfiere del bianco · e2 re del bianco | g8 cavallo del nero · e7 pedone del nero · e6 pedone del bianco · f6 pedone del nero · h6 pedone del nero · c5 pedone del nero · f5 re del nero · h5 pedone del bianco · b4 cavallo del bianco · d4 pedone del bianco · e4 torre del bianco · h4 pedone del bianco · a3 pedone del bianco · b3 pedone del nero · e3 pedone del nero · f3 pedone del bianco · b2 torre del bianco · c2 alfiere del bianco · e2 re del bianco | g8 cavallo del nero · e7 pedone del nero · e6 pedone del bianco · f6 pedone del nero · h6 pedone del nero · c5 pedone del nero · f5 re del nero · h5 pedone del bianco · b4 cavallo del bianco · d4 pedone del bianco · e4 torre del bianco · h4 pedone del bianco · a3 pedone del bianco · b3 pedone del nero · e3 pedone del nero · f3 pedone del bianco · b2 torre del bianco · c2 alfiere del bianco · e2 re del bianco | g8 cavallo del nero · e7 pedone del nero · e6 pedone del bianco · f6 pedone del nero · h6 pedone del nero · c5 pedone del nero · f5 re del nero · h5 pedone del bianco · b4 cavallo del bianco · d4 pedone del bianco · e4 torre del bianco · h4 pedone del bianco · a3 pedone del bianco · b3 pedone del nero · e3 pedone del nero · f3 pedone del bianco · b2 torre del bianco · c2 alfiere del bianco · e2 re del bianco | g8 cavallo del nero · e7 pedone del nero · e6 pedone del bianco · f6 pedone del nero · h6 pedone del nero · c5 pedone del nero · f5 re del nero · h5 pedone del bianco · b4 cavallo del bianco · d4 pedone del bianco · e4 torre del bianco · h4 pedone del bianco · a3 pedone del bianco · b3 pedone del nero · e3 pedone del nero · f3 pedone del bianco · b2 torre del bianco · c2 alfiere del bianco · e2 re del bianco | g8 cavallo del nero · e7 pedone del nero · e6 pedone del bianco · f6 pedone del nero · h6 pedone del nero · c5 pedone del nero · f5 re del nero · h5 pedone del bianco · b4 cavallo del bianco · d4 pedone del bianco · e4 torre del bianco · h4 pedone del bianco · a3 pedone del bianco · b3 pedone del nero · e3 pedone del nero · f3 pedone del bianco · b2 torre del bianco · c2 alfiere del bianco · e2 re del bianco | g8 cavallo del nero · e7 pedone del nero · e6 pedone del bianco · f6 pedone del nero · h6 pedone del nero · c5 pedone del nero · f5 re del nero · h5 pedone del bianco · b4 cavallo del bianco · d4 pedone del bianco · e4 torre del bianco · h4 pedone del bianco · a3 pedone del bianco · b3 pedone del nero · e3 pedone del nero · f3 pedone del bianco · b2 torre del bianco · c2 alfiere del bianco · e2 re del bianco | g8 cavallo del nero · e7 pedone del nero · e6 pedone del bianco · f6 pedone del nero · h6 pedone del nero · c5 pedone del nero · f5 re del nero · h5 pedone del bianco · b4 cavallo del bianco · d4 pedone del bianco · e4 torre del bianco · h4 pedone del bianco · a3 pedone del bianco · b3 pedone del nero · e3 pedone del nero · f3 pedone del bianco · b2 torre del bianco · c2 alfiere del bianco · e2 re del bianco | 5 |
| 4 | g8 cavallo del nero · e7 pedone del nero · e6 pedone del bianco · f6 pedone del nero · h6 pedone del nero · c5 pedone del nero · f5 re del nero · h5 pedone del bianco · b4 cavallo del bianco · d4 pedone del bianco · e4 torre del bianco · h4 pedone del bianco · a3 pedone del bianco · b3 pedone del nero · e3 pedone del nero · f3 pedone del bianco · b2 torre del bianco · c2 alfiere del bianco · e2 re del bianco | g8 cavallo del nero · e7 pedone del nero · e6 pedone del bianco · f6 pedone del nero · h6 pedone del nero · c5 pedone del nero · f5 re del nero · h5 pedone del bianco · b4 cavallo del bianco · d4 pedone del bianco · e4 torre del bianco · h4 pedone del bianco · a3 pedone del bianco · b3 pedone del nero · e3 pedone del nero · f3 pedone del bianco · b2 torre del bianco · c2 alfiere del bianco · e2 re del bianco | g8 cavallo del nero · e7 pedone del nero · e6 pedone del bianco · f6 pedone del nero · h6 pedone del nero · c5 pedone del nero · f5 re del nero · h5 pedone del bianco · b4 cavallo del bianco · d4 pedone del bianco · e4 torre del bianco · h4 pedone del bianco · a3 pedone del bianco · b3 pedone del nero · e3 pedone del nero · f3 pedone del bianco · b2 torre del bianco · c2 alfiere del bianco · e2 re del bianco | g8 cavallo del nero · e7 pedone del nero · e6 pedone del bianco · f6 pedone del nero · h6 pedone del nero · c5 pedone del nero · f5 re del nero · h5 pedone del bianco · b4 cavallo del bianco · d4 pedone del bianco · e4 torre del bianco · h4 pedone del bianco · a3 pedone del bianco · b3 pedone del nero · e3 pedone del nero · f3 pedone del bianco · b2 torre del bianco · c2 alfiere del bianco · e2 re del bianco | g8 cavallo del nero · e7 pedone del nero · e6 pedone del bianco · f6 pedone del nero · h6 pedone del nero · c5 pedone del nero · f5 re del nero · h5 pedone del bianco · b4 cavallo del bianco · d4 pedone del bianco · e4 torre del bianco · h4 pedone del bianco · a3 pedone del bianco · b3 pedone del nero · e3 pedone del nero · f3 pedone del bianco · b2 torre del bianco · c2 alfiere del bianco · e2 re del bianco | g8 cavallo del nero · e7 pedone del nero · e6 pedone del bianco · f6 pedone del nero · h6 pedone del nero · c5 pedone del nero · f5 re del nero · h5 pedone del bianco · b4 cavallo del bianco · d4 pedone del bianco · e4 torre del bianco · h4 pedone del bianco · a3 pedone del bianco · b3 pedone del nero · e3 pedone del nero · f3 pedone del bianco · b2 torre del bianco · c2 alfiere del bianco · e2 re del bianco | g8 cavallo del nero · e7 pedone del nero · e6 pedone del bianco · f6 pedone del nero · h6 pedone del nero · c5 pedone del nero · f5 re del nero · h5 pedone del bianco · b4 cavallo del bianco · d4 pedone del bianco · e4 torre del bianco · h4 pedone del bianco · a3 pedone del bianco · b3 pedone del nero · e3 pedone del nero · f3 pedone del bianco · b2 torre del bianco · c2 alfiere del bianco · e2 re del bianco | g8 cavallo del nero · e7 pedone del nero · e6 pedone del bianco · f6 pedone del nero · h6 pedone del nero · c5 pedone del nero · f5 re del nero · h5 pedone del bianco · b4 cavallo del bianco · d4 pedone del bianco · e4 torre del bianco · h4 pedone del bianco · a3 pedone del bianco · b3 pedone del nero · e3 pedone del nero · f3 pedone del bianco · b2 torre del bianco · c2 alfiere del bianco · e2 re del bianco | 4 |
| 3 | g8 cavallo del nero · e7 pedone del nero · e6 pedone del bianco · f6 pedone del nero · h6 pedone del nero · c5 pedone del nero · f5 re del nero · h5 pedone del bianco · b4 cavallo del bianco · d4 pedone del bianco · e4 torre del bianco · h4 pedone del bianco · a3 pedone del bianco · b3 pedone del nero · e3 pedone del nero · f3 pedone del bianco · b2 torre del bianco · c2 alfiere del bianco · e2 re del bianco | g8 cavallo del nero · e7 pedone del nero · e6 pedone del bianco · f6 pedone del nero · h6 pedone del nero · c5 pedone del nero · f5 re del nero · h5 pedone del bianco · b4 cavallo del bianco · d4 pedone del bianco · e4 torre del bianco · h4 pedone del bianco · a3 pedone del bianco · b3 pedone del nero · e3 pedone del nero · f3 pedone del bianco · b2 torre del bianco · c2 alfiere del bianco · e2 re del bianco | g8 cavallo del nero · e7 pedone del nero · e6 pedone del bianco · f6 pedone del nero · h6 pedone del nero · c5 pedone del nero · f5 re del nero · h5 pedone del bianco · b4 cavallo del bianco · d4 pedone del bianco · e4 torre del bianco · h4 pedone del bianco · a3 pedone del bianco · b3 pedone del nero · e3 pedone del nero · f3 pedone del bianco · b2 torre del bianco · c2 alfiere del bianco · e2 re del bianco | g8 cavallo del nero · e7 pedone del nero · e6 pedone del bianco · f6 pedone del nero · h6 pedone del nero · c5 pedone del nero · f5 re del nero · h5 pedone del bianco · b4 cavallo del bianco · d4 pedone del bianco · e4 torre del bianco · h4 pedone del bianco · a3 pedone del bianco · b3 pedone del nero · e3 pedone del nero · f3 pedone del bianco · b2 torre del bianco · c2 alfiere del bianco · e2 re del bianco | g8 cavallo del nero · e7 pedone del nero · e6 pedone del bianco · f6 pedone del nero · h6 pedone del nero · c5 pedone del nero · f5 re del nero · h5 pedone del bianco · b4 cavallo del bianco · d4 pedone del bianco · e4 torre del bianco · h4 pedone del bianco · a3 pedone del bianco · b3 pedone del nero · e3 pedone del nero · f3 pedone del bianco · b2 torre del bianco · c2 alfiere del bianco · e2 re del bianco | g8 cavallo del nero · e7 pedone del nero · e6 pedone del bianco · f6 pedone del nero · h6 pedone del nero · c5 pedone del nero · f5 re del nero · h5 pedone del bianco · b4 cavallo del bianco · d4 pedone del bianco · e4 torre del bianco · h4 pedone del bianco · a3 pedone del bianco · b3 pedone del nero · e3 pedone del nero · f3 pedone del bianco · b2 torre del bianco · c2 alfiere del bianco · e2 re del bianco | g8 cavallo del nero · e7 pedone del nero · e6 pedone del bianco · f6 pedone del nero · h6 pedone del nero · c5 pedone del nero · f5 re del nero · h5 pedone del bianco · b4 cavallo del bianco · d4 pedone del bianco · e4 torre del bianco · h4 pedone del bianco · a3 pedone del bianco · b3 pedone del nero · e3 pedone del nero · f3 pedone del bianco · b2 torre del bianco · c2 alfiere del bianco · e2 re del bianco | g8 cavallo del nero · e7 pedone del nero · e6 pedone del bianco · f6 pedone del nero · h6 pedone del nero · c5 pedone del nero · f5 re del nero · h5 pedone del bianco · b4 cavallo del bianco · d4 pedone del bianco · e4 torre del bianco · h4 pedone del bianco · a3 pedone del bianco · b3 pedone del nero · e3 pedone del nero · f3 pedone del bianco · b2 torre del bianco · c2 alfiere del bianco · e2 re del bianco | 3 |
| 2 | g8 cavallo del nero · e7 pedone del nero · e6 pedone del bianco · f6 pedone del nero · h6 pedone del nero · c5 pedone del nero · f5 re del nero · h5 pedone del bianco · b4 cavallo del bianco · d4 pedone del bianco · e4 torre del bianco · h4 pedone del bianco · a3 pedone del bianco · b3 pedone del nero · e3 pedone del nero · f3 pedone del bianco · b2 torre del bianco · c2 alfiere del bianco · e2 re del bianco | g8 cavallo del nero · e7 pedone del nero · e6 pedone del bianco · f6 pedone del nero · h6 pedone del nero · c5 pedone del nero · f5 re del nero · h5 pedone del bianco · b4 cavallo del bianco · d4 pedone del bianco · e4 torre del bianco · h4 pedone del bianco · a3 pedone del bianco · b3 pedone del nero · e3 pedone del nero · f3 pedone del bianco · b2 torre del bianco · c2 alfiere del bianco · e2 re del bianco | g8 cavallo del nero · e7 pedone del nero · e6 pedone del bianco · f6 pedone del nero · h6 pedone del nero · c5 pedone del nero · f5 re del nero · h5 pedone del bianco · b4 cavallo del bianco · d4 pedone del bianco · e4 torre del bianco · h4 pedone del bianco · a3 pedone del bianco · b3 pedone del nero · e3 pedone del nero · f3 pedone del bianco · b2 torre del bianco · c2 alfiere del bianco · e2 re del bianco | g8 cavallo del nero · e7 pedone del nero · e6 pedone del bianco · f6 pedone del nero · h6 pedone del nero · c5 pedone del nero · f5 re del nero · h5 pedone del bianco · b4 cavallo del bianco · d4 pedone del bianco · e4 torre del bianco · h4 pedone del bianco · a3 pedone del bianco · b3 pedone del nero · e3 pedone del nero · f3 pedone del bianco · b2 torre del bianco · c2 alfiere del bianco · e2 re del bianco | g8 cavallo del nero · e7 pedone del nero · e6 pedone del bianco · f6 pedone del nero · h6 pedone del nero · c5 pedone del nero · f5 re del nero · h5 pedone del bianco · b4 cavallo del bianco · d4 pedone del bianco · e4 torre del bianco · h4 pedone del bianco · a3 pedone del bianco · b3 pedone del nero · e3 pedone del nero · f3 pedone del bianco · b2 torre del bianco · c2 alfiere del bianco · e2 re del bianco | g8 cavallo del nero · e7 pedone del nero · e6 pedone del bianco · f6 pedone del nero · h6 pedone del nero · c5 pedone del nero · f5 re del nero · h5 pedone del bianco · b4 cavallo del bianco · d4 pedone del bianco · e4 torre del bianco · h4 pedone del bianco · a3 pedone del bianco · b3 pedone del nero · e3 pedone del nero · f3 pedone del bianco · b2 torre del bianco · c2 alfiere del bianco · e2 re del bianco | g8 cavallo del nero · e7 pedone del nero · e6 pedone del bianco · f6 pedone del nero · h6 pedone del nero · c5 pedone del nero · f5 re del nero · h5 pedone del bianco · b4 cavallo del bianco · d4 pedone del bianco · e4 torre del bianco · h4 pedone del bianco · a3 pedone del bianco · b3 pedone del nero · e3 pedone del nero · f3 pedone del bianco · b2 torre del bianco · c2 alfiere del bianco · e2 re del bianco | g8 cavallo del nero · e7 pedone del nero · e6 pedone del bianco · f6 pedone del nero · h6 pedone del nero · c5 pedone del nero · f5 re del nero · h5 pedone del bianco · b4 cavallo del bianco · d4 pedone del bianco · e4 torre del bianco · h4 pedone del bianco · a3 pedone del bianco · b3 pedone del nero · e3 pedone del nero · f3 pedone del bianco · b2 torre del bianco · c2 alfiere del bianco · e2 re del bianco | 2 |
| 1 | g8 cavallo del nero · e7 pedone del nero · e6 pedone del bianco · f6 pedone del nero · h6 pedone del nero · c5 pedone del nero · f5 re del nero · h5 pedone del bianco · b4 cavallo del bianco · d4 pedone del bianco · e4 torre del bianco · h4 pedone del bianco · a3 pedone del bianco · b3 pedone del nero · e3 pedone del nero · f3 pedone del bianco · b2 torre del bianco · c2 alfiere del bianco · e2 re del bianco | g8 cavallo del nero · e7 pedone del nero · e6 pedone del bianco · f6 pedone del nero · h6 pedone del nero · c5 pedone del nero · f5 re del nero · h5 pedone del bianco · b4 cavallo del bianco · d4 pedone del bianco · e4 torre del bianco · h4 pedone del bianco · a3 pedone del bianco · b3 pedone del nero · e3 pedone del nero · f3 pedone del bianco · b2 torre del bianco · c2 alfiere del bianco · e2 re del bianco | g8 cavallo del nero · e7 pedone del nero · e6 pedone del bianco · f6 pedone del nero · h6 pedone del nero · c5 pedone del nero · f5 re del nero · h5 pedone del bianco · b4 cavallo del bianco · d4 pedone del bianco · e4 torre del bianco · h4 pedone del bianco · a3 pedone del bianco · b3 pedone del nero · e3 pedone del nero · f3 pedone del bianco · b2 torre del bianco · c2 alfiere del bianco · e2 re del bianco | g8 cavallo del nero · e7 pedone del nero · e6 pedone del bianco · f6 pedone del nero · h6 pedone del nero · c5 pedone del nero · f5 re del nero · h5 pedone del bianco · b4 cavallo del bianco · d4 pedone del bianco · e4 torre del bianco · h4 pedone del bianco · a3 pedone del bianco · b3 pedone del nero · e3 pedone del nero · f3 pedone del bianco · b2 torre del bianco · c2 alfiere del bianco · e2 re del bianco | g8 cavallo del nero · e7 pedone del nero · e6 pedone del bianco · f6 pedone del nero · h6 pedone del nero · c5 pedone del nero · f5 re del nero · h5 pedone del bianco · b4 cavallo del bianco · d4 pedone del bianco · e4 torre del bianco · h4 pedone del bianco · a3 pedone del bianco · b3 pedone del nero · e3 pedone del nero · f3 pedone del bianco · b2 torre del bianco · c2 alfiere del bianco · e2 re del bianco | g8 cavallo del nero · e7 pedone del nero · e6 pedone del bianco · f6 pedone del nero · h6 pedone del nero · c5 pedone del nero · f5 re del nero · h5 pedone del bianco · b4 cavallo del bianco · d4 pedone del bianco · e4 torre del bianco · h4 pedone del bianco · a3 pedone del bianco · b3 pedone del nero · e3 pedone del nero · f3 pedone del bianco · b2 torre del bianco · c2 alfiere del bianco · e2 re del bianco | g8 cavallo del nero · e7 pedone del nero · e6 pedone del bianco · f6 pedone del nero · h6 pedone del nero · c5 pedone del nero · f5 re del nero · h5 pedone del bianco · b4 cavallo del bianco · d4 pedone del bianco · e4 torre del bianco · h4 pedone del bianco · a3 pedone del bianco · b3 pedone del nero · e3 pedone del nero · f3 pedone del bianco · b2 torre del bianco · c2 alfiere del bianco · e2 re del bianco | g8 cavallo del nero · e7 pedone del nero · e6 pedone del bianco · f6 pedone del nero · h6 pedone del nero · c5 pedone del nero · f5 re del nero · h5 pedone del bianco · b4 cavallo del bianco · d4 pedone del bianco · e4 torre del bianco · h4 pedone del bianco · a3 pedone del bianco · b3 pedone del nero · e3 pedone del nero · f3 pedone del bianco · b2 torre del bianco · c2 alfiere del bianco · e2 re del bianco | 1 |
|   | a | b | c | d | e | f | g | h |   |

Soluzione:
1. Ca2 !  (min. 2. Txb3 c4/cxd4 3. Tb5#)

1... bxa2 2. Tb5 ... 3. Txc5#

1... bxc2 2. Cc1! c4/cxd4 3. Tb5#

1... c4  2. Rxe3 ... 3. Te5#/Tb5#

## Opere
Jakov Vladimirov ha scritto molti libri sulla composizione scacchistica, tra cui, in russo:
- Grossmeister schachmatnoj komposizii, Mosca, 1980
- Leonid Kubbel, Mosca, 1984
- Kak reschat sadatschi i etjudy, Mosca, 1986
- Tworzy schachmatnoj krasoty, Mosca
- 1000 Priklutscheni na schachmatnoj doske, Mosca
- 1000 schachmatych sgadok Moskau
- 1000 schedewrow schachmatnoj komposizii
- 1000 schachmatych Etjudow Mosca, 2003, ISBN 5-271-05741-0
- 1000 schachmatych Sadatsch, Mosca
- Solotaja kniga schachmatnoj komposizii (con Andrei Selivanov), Mosca, 2007